# Шарл III дьо Бурбон
Шарл III дьо Бурбон (на френски: Charles III de Bourbon; * 17 февруари 1490, Франция; † 6 май 1527, Рим, Папска държава) е 8-и херцог на Бурбон от 1505 г., граф на Монпансие, дофин на Оверн (1501 – 1525), херцог на Оверн, херцог на Шателро (1515 – 1523), граф на Клермон ан Бовези, граф на Форе и Ла Марш (1505 – 1523), принц на Домб (1505 – 1523), виконт на Карла и Мюра (1505 – 1523), сеньор на Божьо, Комбрей, Меркьор, Аноней, Рош ан Берние и Бурбон-Ланси (1505 – 1523), вицекрал на Милано (1516 – 1521), френски пълководец, конетабъл на Франция, първи принц по кръв („втори човек на кралството“).

## Произход
Шарл е син на граф Жилбер дьо Бурбон-Монпансие и Клара Гонзага, дъщеря на Федерико I Гонзага, маркиз на Мантуа.

## Управление

### Брак и наследство
През 1505 г.,по волята на Луи XII, Шарл се жени за Сюзана дьо Бурбон (1491 – 1521). Неин баща е Пиер II дьо Бурбон, а майка ѝ е Ан дьо Божьо, дъщеря на Луи XI. Така той става наследник на двете линии от дома Бурбон. След смъртта на Пиер II, към Шарл III преминава старшинството на Бурбоните заедно с херцогската титла. Всички негови деца умират в млада възраст.

### Конфликт с крал Франсоа и Луиза Савойска
Сюзана дьо Бурбон умира през 1521 година и въпреки че тя прави завещание на съпруга си, претенции за херцогството предявява Луиза Савойска, майка на крал Франсоа и дъщеря на по-малката сестра на Пиер ІІ. Кралят отсъжда в полза на майка си и пред перспективата да се задоволи само с Графство Монпансие, Шарл участва в заговор, който е разкрит. Шарл е обявен за предател и през 1523 г. бяга в Италия, където постъпва на императорска служба.

## Смърт
На 6 май 1527 година Шарл дьо Бурбон оглавява немските наемни войски, и обсажда Рим. Следва разграбване на града. Шарл пада убит един от първите при изкачването на стената на града. Бенвенуто Челини е един от многото, оспорващи честта за нанесения му смъртоносен удар.
Шарл е погребан в Гаета, Италия. Част от конфискуваните на конетабъла владения по-късно си връща племенника му, Луи III дьо Монпансие.
Положението на старшинство сред принцовете по кръв след него преминава към Шарл IV дьо Бурбон-Вандом, граф Вандом – пряк потомък на предците на всички Бурбони.
- Шарл III дьо Бурбон
- Шарл III дьо Бурбон, конетабъл
- Портрет на Шарл ІІІ от 19 век, худ. Бернард Гайлот